# Tektit
Tektiter (fra Græsk tektos, smeltet) er naturlige glaserede ting, op til et par centimeter i størrelse, som — ifølge de fleste videnskabsfolk — er blevet dannet af nedslag af store meteoritter på jordens overflade.
Tektitter er de tørreste kendte mineraler, med et middelvandindhold på 0,005%.